# El camino (película de 1963)
El camino (1963) es una película española dirigida por Ana Mariscal. Ambientada en la España rural de la posguerra, con guion de Mariscal y José Zamit, se trata de una adaptación cinematográfica de la novela homónima (1950) de Miguel Delibes.
La versión restaurada fue presentada en la sección Cannes Classics en julio de 2021.
El reparto incluye a José Antonio Mejías, Ángel Díaz, Maribel Martín, Julia Caba Alba, Maruchi Fresno, Asunción Balaguer, Mary Delgado, Joaquín Roa, Antonio Casas, José Orjas y María Isbert.
La banda sonora es de Gerardo Gombau.